# Galleri över länsvapen i Sverige
Galleri över länsvapen i Sverige. De svenska länen har åtminstone sedan 1700-talet använt heraldiska vapen i sina sigill, men bruket var länge oreglerat och bestämt regionalt. Det var inte förrän under 1930-1960-talen som alla svenska länsvapen slutgiltigt fastställdes, även om vad som fastställdes i de flesta fall var en bekräftelse av vad som redan användes.

Blekinge läns vapen
Dalarnas läns vapen
Gotlands läns vapen
Gävleborgs läns vapen
Hallands läns vapen
Jämtlands läns vapen
Jönköpings läns vapen
Kalmar läns vapen
Kronobergs läns vapen
Norrbottens läns vapen
Skåne läns vapen
Stockholms läns vapen
Södermanlands läns vapen
Uppsala läns vapen
Värmlands läns vapen
Västerbottens läns vapen
Västernorrlands läns vapen
Västmanlands läns vapen
Västra Götalands läns vapen
Örebro läns vapen
Östergötlands läns vapen

## Avskaffade länsvapen

Göteborgs och Bohus läns vapen
Kristianstads läns vapen
Malmöhus läns vapen
Skaraborgs läns vapen
Stockholms läns vapen, före 1968
Älvsborgs läns vapen